# Nico González
Nicolás González Iglesias (La Coruña, 3 gennaio 2002) è un calciatore spagnolo, centrocampista del Manchester City e della nazionale Under-21 spagnola.

## Biografia
Anche il padre, Fran, e lo zio, José Ramón, sono stati calciatori professionisti. Attivi fra la seconda metà degli anni Ottanta e la prima degli anni Duemila, erano entrambi centrocampisti e bandiere del Deportivo La Coruña: in particolare, Fran ha trascorso la sua carriera esclusivamente con il club galiziano, di cui è stato a lungo capitano e con cui ha disputato più di 700 incontri ufficiali.

## Caratteristiche tecniche
È un centrocampista che dispone di notevoli doti fisiche (essendo alto quasi un metro e novanta) e tecniche, nonché di buona intelligenza tattica e senso della posizione. Di piede destro, può giocare in diverse posizioni del centrocampo, dando il proprio contributo sia in difesa, sia in attacco.
Per le sue qualità, è stato accostato da molti a Sergio Busquets, di cui è stato anche considerato un successore all'interno dell'ambiente del Barcellona.
È parte di una generazione di giovani talenti nati negli anni Duemila e provenienti da La Masia, il settore giovanile della società catalana: altri esempi comprendono Ansu Fati, Ilaix Moriba, Gavi e Alejandro Balde.

## Carriera

### Club

#### Inizi, Barcellona e prestito al Valencia
Nato a La Coruña, dopo aver iniziato a giocare nella scuola calcio del Montañeros, González è entrato nella cantera del Barcellona all'età di undici anni, unendosi alla formazione "Infantil B", con cui ha vinto il campionato di categoria nel 2014. Successivamente, è passato attraverso tutte le categorie giovanili del Barça fino a raggiungere la formazione cadetta, con la quale ha esordito il 19 maggio 2019, a soli 17 anni, in un incontro pareggiato per 1-1 contro il CD Castellón.
Dopo essersi affermato nella squadra B della società blaugrana, nel maggio del 2021 González ha firmato il suo primo contratto da professionista, valido fino al 2024 e con una clausola rescissoria da 500 milioni di euro. Aggregato nel frattempo alla prima squadra dall'allenatore Ronald Koeman, il centrocampista ha fatto il suo debutto in prima squadra il 15 agosto 2021, nella prima partita della stagione 2021-22, subentrando a Sergio Busquets all'83º minuto dell'incontro vinto per 4-2 contro la Real Sociedad. Il 29 settembre seguente, ha esordito anche in UEFA Champions League, sostituendo sempre Busquets al 68º minuto della partita persa per 3-0 in casa del Benfica. Promosso come titolare a partire dal mese di ottobre, González è stato confermato anche da Xavi (subentrato a novembre dopo l'esonero di Koeman): il 12 dicembre seguente, ha segnato il suo primo gol da professionista, aprendo le marcature della gara di campionato in casa dell'Osasuna, poi conclusasi sul 2-2.
Il 13 agosto 2022 rinnova il proprio contratto coi blaugrana sino al 2026 e, contestualmente, viene ceduto a titolo temporaneo al Valencia.

#### Porto
Il 29 luglio 2023, González viene ceduto ufficialmente al Porto, squadra della Primeira Liga, per circa 8,5 milioni di euro, più un'opzione di riacquisto ed il 40% su una futura rivendita a favore del Barcellona.

#### Manchester City
Il 3 febbraio 2025 viene ufficializzato il suo acquisto a titolo definitivo per 60 milioni di euro da parte del Manchester City, club con cui sottoscrive un contratto valido fino al 30 giugno 2029. Il 19 febbraio seguente segna il suo primo goal con i Citizens nella sconfitta in trasferta per 3-1 contro il Real Madrid in Champions League. Il 20 maggio segna il primo goal in Premier League nella vittoria per 3-1 contro il Bournemouth.

### Nazionale
González ha rappresentato la Spagna a livello giovanile, giocando con la formazione Under-17 fra il 2018 e il 2019.
Nel settembre del 2021, il centrocampista ha ricevuto la sua prima convocazione nell'Under-21 iberica, in vista delle due partite di qualificazione agli Europei di categoria del 2023 contro i pari età della Slovacchia e dell'Irlanda del Nord. Ha poi fatto il suo esordio nel primo dei due incontri, l'8 ottobre, subentrando ad Alejandro Francés al 64º minuto di gioco: nell'occasione, gli spagnoli si sono imposti per 3-2. González ha partecipato anche alla partita successiva, giocata il 12 ottobre e vinta per 3-0 dalla Spagna.

## Statistiche

### Presenze e reti nei club
Statistiche aggiornate al 15 febbraio 2025
| Stagione            | Squadra             | Campionato          | Campionato | Campionato | Coppe nazionali | Coppe nazionali | Coppe nazionali | Coppe continentali | Coppe continentali | Coppe continentali | Altre coppe | Altre coppe | Altre coppe | Totale | Totale |
| Stagione            | Squadra             | Comp                | Pres       | Reti       | Comp            | Pres            | Reti            | Comp               | Pres               | Reti               | Comp        | Pres        | Reti        | Pres   | Reti   |
| ------------------- | ------------------- | ------------------- | ---------- | ---------- | --------------- | --------------- | --------------- | ------------------ | ------------------ | ------------------ | ----------- | ----------- | ----------- | ------ | ------ |
| 2018-2019           | Barcellona B        | SDB                 | 1          | 0          |                 | -               | -               |                    | -                  | -                  |             | -           | -           | 1      | 0      |
| 2019-2020           | Barcellona B        | SDB                 | 0          | 0          |                 | -               | -               |                    | -                  | -                  |             | -           | -           | 0      | 0      |
| 2020-2021           | Barcellona B        | SDB                 | 24         | 0          |                 | -               | -               |                    | -                  | -                  |             | -           | -           | 24     | 0      |
| 2021-2022           | Barcellona B        | PDR                 | 2          | 0          |                 | -               | -               |                    | -                  | -                  |             | -           | -           | 2      | 0      |
| Totale Barcellona B | Totale Barcellona B | Totale Barcellona B | 27         | 0          |                 | -               | -               |                    | -                  | -                  |             | -           | -           | 27     | 0      |
| 2021-2022           | Barcellona          | PD                  | 27         | 2          | CR              | 2               | 0               | UCL+UEL            | 4+3                | 0                  | SS          | 1           | 0           | 37     | 2      |
| 2022-2023           | Valencia            | PD                  | 26         | 1          | CR              | 0               | 0               | -                  | -                  | -                  | SS          | 0           | 0           | 26     | 1      |
| 2023-2024           | Porto               | PL                  | 25         | 2          | CP+CdL          | 7+1             | 0               | UCL                | 6                  | 0                  | SP          | 0           | 0           | 39     | 2      |
| 2024-feb. 2025      | Porto               | PL                  | 17         | 5          | CP+CdL          | 2+2             | 0               | UEL                | 7                  | 1                  | SP          | 1           | 1           | 29     | 7      |
| Totale Porto        | Totale Porto        | Totale Porto        | 42         | 7          |                 | 12              | 0               |                    | 13                 | 1                  |             | 1           | 1           | 68     | 9      |
| feb.-giu. 2025      | Manchester City     | PL                  | 10         | 1          | FACup+CdL       | 1+0             | 0               | UCL                | 1                  | 1                  | CS+Cmc      | 0+0         | 0           | 12     | 1      |
| Totale carriera     | Totale carriera     | Totale carriera     | 132        | 11         |                 | 15              | 0               |                    | 21                 | 2                  |             | 2           | 1           | 161    | 14     |

### Cronologia presenze e reti in nazionale
| Cronologia completa delle presenze e delle reti in nazionale ― Spagna under 21 | Cronologia completa delle presenze e delle reti in nazionale ― Spagna under 21 | Cronologia completa delle presenze e delle reti in nazionale ― Spagna under 21 | Cronologia completa delle presenze e delle reti in nazionale ― Spagna under 21 | Cronologia completa delle presenze e delle reti in nazionale ― Spagna under 21 | Cronologia completa delle presenze e delle reti in nazionale ― Spagna under 21 | Cronologia completa delle presenze e delle reti in nazionale ― Spagna under 21 | Cronologia completa delle presenze e delle reti in nazionale ― Spagna under 21 |
| Data                                                                           | Città                                                                          | In casa                                                                        | Risultato                                                                      | Ospiti                                                                         | Competizione                                                                   | Reti                                                                           | Note                                                                           |
| ------------------------------------------------------------------------------ | ------------------------------------------------------------------------------ | ------------------------------------------------------------------------------ | ------------------------------------------------------------------------------ | ------------------------------------------------------------------------------ | ------------------------------------------------------------------------------ | ------------------------------------------------------------------------------ | ------------------------------------------------------------------------------ |
| 8-10-2021                                                                      | Siviglia                                                                       | Spagna under 21                                                                | 3 – 2                                                                          | Slovacchia under 21                                                            | Qual. Europeo Under-21 2023                                                    | -                                                                              | 64’                                                                            |
| 12-10-2021                                                                     | Siviglia                                                                       | Spagna under 21                                                                | 3 – 0                                                                          | Irlanda del Nord under 21                                                      | Qual. Europeo Under-21 2023                                                    | -                                                                              | 57’                                                                            |
| 29-3-2022                                                                      | Žilina                                                                         | Slovacchia under 21                                                            | 2 – 3                                                                          | Spagna under 21                                                                | Qual. Europeo Under-21 2023                                                    | -                                                                              | 46’                                                                            |
| 22-9-2022                                                                      | Cluj                                                                           | Romania under 21                                                               | 1 – 4                                                                          | Spagna under 21                                                                | Amichevole                                                                     | -                                                                              | 61’                                                                            |
| 27-9-2022                                                                      | Huesca                                                                         | Spagna under 21                                                                | 3 – 0                                                                          | Norvegia under 21                                                              | Amichevole                                                                     | -                                                                              | 46’                                                                            |
| 18-11-2022                                                                     | Siviglia                                                                       | Spagna under 21                                                                | 2 – 0                                                                          | Giappone under 21                                                              | Amichevole                                                                     | -                                                                              |                                                                                |
| 24-3-2023                                                                      | Almería                                                                        | Spagna under 21                                                                | 3 – 2                                                                          | Svizzera under 21                                                              | Amichevole                                                                     | -                                                                              | 86’                                                                            |
| 28-3-2023                                                                      | Vannes                                                                         | Francia under 21                                                               | 0 – 0                                                                          | Spagna under 21                                                                | Amichevole                                                                     | -                                                                              | 88’                                                                            |
| 13-6-2023                                                                      | Las Rozas de Madrid                                                            | Spagna under 21                                                                | 1 – 1                                                                          | Messico under 23                                                               | Amichevole                                                                     | -                                                                              | 72’                                                                            |
| 6-9-2024                                                                       | Edimburgo                                                                      | Scozia under 21                                                                | 1 – 2                                                                          | Spagna under 21                                                                | Qual. Europeo Under-21 2025                                                    | -                                                                              | 75’                                                                            |
| 10-9-2024                                                                      | Kecskemét                                                                      | Ungheria under 21                                                              | 0 – 1                                                                          | Spagna under 21                                                                | Qual. Europeo Under-21 2025                                                    | -                                                                              | 60’                                                                            |
| Totale                                                                         |                                                                                | Presenze                                                                       | 11                                                                             |                                                                                | Reti                                                                           | 0                                                                              |                                                                                |

## Palmarès

### Club

#### Competizioni nazionali
- Coppa del Portogallo: 1

Porto: 2023-2024
- Supercoppa di Portogallo: 1

Porto: 2024